# Phthiridium ornatum
Phthiridium ornatum är en tvåvingeart som först beskrevs av Theodor 1954.  Phthiridium ornatum ingår i släktet Phthiridium och familjen lusflugor. Inga underarter finns listade i Catalogue of Life.